# 벨기에 철도 25호선
벨기에 철도 25호선은 브뤼셀과 안트베르펜을 잇는 벨기에의 철도 노선이다.

## 역사
1835년 5월 5일 브뤼셀 그뢴드리프 역에서 900명의 승객을 태운 첫 열차가 메헬렌을 향해 출발하였다. 당시 열차를 견인한 기관차는 영국의 로버트 스티븐슨이 제작한 화살(Pijl), 코끼리(Olifant), 스티븐슨이다. 메헬렌까지 걸린 기간은 45~55분이었다. 유럽 대륙에서 세 번째로 개통된 증기 기관을 사용한 철도이다. 건설 비용을 줄이기 위해서 브뤼셀 외곽 지역 빌부데와 메헬렌을 통과하였다.
메헬렌은 새로 건설된 철도의 중심지가 되었다. 모든 열차는 이 역을 지나서, 남쪽으로는 브뤼셀 및 프랑스, 북쪽으로는 안트베르펜(안트베르펜 항 포함), 서쪽으로는 오스텐더, 동쪽으로는 뢰벤, 루이크, 베르비에로 갔다.
1년 후인 1836년 5월 3일 메헬렌에서 안트베르펜 사이가 개통되었고, 안트베르펜 중앙역이 영업을 시작하였다. 브뤼셀 그뢴드리프 역의 접근성 때문에, 1841년 9월 26일 남쪽으로 1km 연장되어 1846년 도심과 가까운 브뤼셀 북역이 개업하였다. 1907년 스하르벡과 메헬렌 부근 뮈젠 사이를 잇는 또 다른 복선 노선 27호선이 개통되어 복복선 효과를 가져왔다. 메헬렌 북부 구간은 1930년 복복선화되었다. 새 노선과 기존 노선은 약간의 경로 차이가 있다.
1차 세계 대전과 2차 세계 대전 사이에 전철화되었다. 노선 개업 정확히 100년 후 1935년 5월 5일, 직류 3000V가 가압되고 첫 전기 열차가 운행하였다. 당시 국왕 레오폴 3세가 탑승한 열차는 노선 끝에서 끝까지 시속 120km로 31분만에 주파하였다. 중간에 메헬렌에서 한 번 정차하였다.
1952년 브뤼셀 북남 연결선이 개통되면서 브뤼셀 북역이 개축되었다. 1997년 안트베르펜 중앙역의 10개 승강장 중 4개 승강장이 철거되고 지하 승강장을 위한 채광창으로 바뀌었다. 당시에는 안트베르펜 북남 연결선이 개통되지 않았기 때문에 선로 용량이 대폭 감소하였다. 2007년 3월 25일 안트베르펜 북남 연결선이 개통하였고, 25호선에 편입되었다. 이로써 종점이 안트베르펜 루흐트발 역으로 연장되었고, HSL 4와 12호선과 연결되었다.
현재 25호선은 여객 열차 전용으로, 화물 열차는 인접한 다른 간선 27호선으로 달린다. 운행 최고 속도는 시속 140km이며, 콘티히-베르헴 사이는 시속 160km, 안트베르펜 지하 터널에서는 시속 90km이다.

## 역
모든 역에 고상 플랫폼이 설치되어 있다. 그 이유는 전철화 시대로 거슬러 올라가며, 초기에 운행했던 전기 철도 열차는 고상 플랫폼 전용이기 때문이다.

## 운행 열차
국제 열차 (2009년 12월 13일 기준)
| 열차 종류 | 구간                                                       | 배차 간격 |
| --------- | ---------------------------------------------------------- | --------- |
| 탈리스    | 파리 북역 - 브뤼셀 - 안트베르펜 중앙역 - 암스테르담 중앙역 | 1일 수회  |

국내 열차
| 열차 종류 | 구간                                                                 | 배차 간격   |
| --------- | -------------------------------------------------------------------- | ----------- |
| IC B      | 브뤼셀 남역 - 안트베르펜 중앙역 - 암스테르담 중앙역 (베네룩스트레인) | 1시간당 1회 |
| IC I      | 샤를루아 남역 - 브뤼셀 - 안트베르펜 중앙역                           | 1시간당 1회 |
| IC N      | 샤를루아 남 - 브뤼셀 - 안트베르펜 - 에센                             | 1시간당 1회 |
| IC R      | 브뤼셀 남 - 투른호트                                                 | 1시간당 1회 |
| IR n      | 브뤼셀 남역 - 안트베르펜 중앙역                                      | 1시간당 1회 |
| IR d      | 안트베르펜 중앙 - 브뤼셀 - 헤라르스베르헨/도르니크/코트리크          | 1시간당 1회 |
| L         | 브뤼셀 남역 - 안트베르펜 중앙역                                      | 1시간당 1회 |
| P         | 다양함                                                               | 출퇴근 시간 |

## 같이 보기
- 벨기에의 철도 노선